# Edificis al carrer Rubió i Ors, 24-26, 78 i 92-94 (Cornellà de Llobregat)
Els Edificis al carrer Rubió i Ors, 24-26, 78 i 92-94 és una obra modernista de Cornellà de Llobregat (Baix Llobregat) inclosa a l'Inventari del Patrimoni Arquitectònic de Catalunya.

## Descripció
Edificis d'estil modernista, situats al llarg d'aquest carrer, amb uns trets comuns.
Les construccions dels números 78 i 92-94 són cases formades per planta baixa (comerç) i pis (habitatge), amb un coronament de línies ondulades i decoració adossada a la façana. Aquesta decoració inclou emmarcaments per a les finestres i balcons amb motius florals, així com corones amb inicials o les dades de construcció en el seu interior.
Pel que fa al nº24, l'esquema és el mateix, però adaptat a la seva finalitat fabril (fàbrica).

## Història
Aquest carrer coincideix amb l'antiga via romana Barcelona-Tarragona. A redós del creixement del segle xviii, aquesta zona experimentà un creixement, el qual exigí, a la segona meitat del segle xix, l'obertura del tram comprès entre el carrer Ametller i els Quatre Camins.